# نوراحمد نور
نوراحمد نور (۱۹۳۷ – ۴ ژانویهٔ ۲۰۲۴) سیاستمدار افغان، عضو حزب دموکراتیک خلق افغانستان و منشی کمیته مرکزی این حزب بود. او یکی از چهار کاندیدای حزب دموکراتیک خلق در پارلمان ۱۹۶۵ افغانستان بود. او پس از سرنگونی محمد داوود خان در سال ۱۳۵۷ وزیر داخله شد. در ژوئیه همان سال وی از سمت خود برکنار و به‌عنوان سفیر به واشینگتن، دی.سی. فرستاده شد.

## زندگی‌نامه
نوراحمد نور در سال ۱۳۱۵ در پنجوائی، ولایت قندهار زاده شد. او تحصیلات ابتدایی و عالی خویش را را در لیسه احمدشاه بابا به پایان رسانید. و در سال ۱۳۳۴ در رشته علوم سیاسی دانش‌آموخته شد.
نوراحمد نور در دوره دموکراسی محمد ظاهرشاه به عنوان نماینده مردم قندهار در دوره دوازدهم شورای ملی انتخاب شد. نوراحمد نور هشت روز پس از ۷ ثور یعنی ۱۵ ثور ۱۳۵۷ وزیر داخله شد و تا ۱۵ ژوئن ‏۱۹۷۸ برای چهل روز این وزارت را پیش برد. نامبرده از ۱۵ ژوئن تا ۱۵ ژوئیه ‏۱۹۷۸ یعنی بیست روز دیگر در پست وزارت خارجه ایفای وظیفه نمود و فردای آن ۶ ژوئیه ‏۱۹۷۸ سفیر افغانستان در واشینگتن شد‎. وی در آمریکا ماند و در ۶ جدی دوباره به وطن برگشت.
وی از نخستین روزهای بنیان‌گذاری حزب دموکراتیک خلق افغانستان تا آخرین روزهای زندگی خود نقش فعال و برجسته‌ای در حوادث سیاسی و اوضاع نظامی کشور و تغییرات در حیات سیاسی درون حزبی داشت‎. او پس از ۶ جدی سال ۱۳۵۸ به حیث عضو و منشی کمیته مرکزی حزب دموکراتیک خلق افغانستان الی سقوط باقی ماند.

## زندگی شخصی
نوراحمد نور پس از سقوط حکومت کمونیستی افغانستان در ۱۳۷۰ با خانواده خود در هلند زندگی می‌کرد.‏ وی داماد بارق شفیعی عضو کمیته مرکزی حزب دموکراتیک خلق بود‎. پدر او به‌نام مدیر عبدالستار خان درانی از افراد محترم در قریه درانی ولایت لوگر بود. پدر نوراحند از خان‌های لوگر و قندهار بود و در پنجوائی قندهار زمین‌ها و باغ انگور و انار فروان داشت. نور در نخستین فرمان، اصلاحات ارضین را بالای زمین‌های خود در کندهار عملی کرد. او باغ‌ها و زمین‌های پدری خود را بین دهقانان تقسیم کرد. شمیم‌جان خانمش، پسرانش داکتر اروین نور، ارمان نور دخترش مینه نور است. ‏نوراحمد نور در پنجشنبه ۱۴ دی ۱۴۰۲ برابر با ۴ ژانویه ۲۰۲۴ بر اثر تکلیف تنفسی در هلند درگذشت.